# Flughafen Sultan Syarif Kasim II

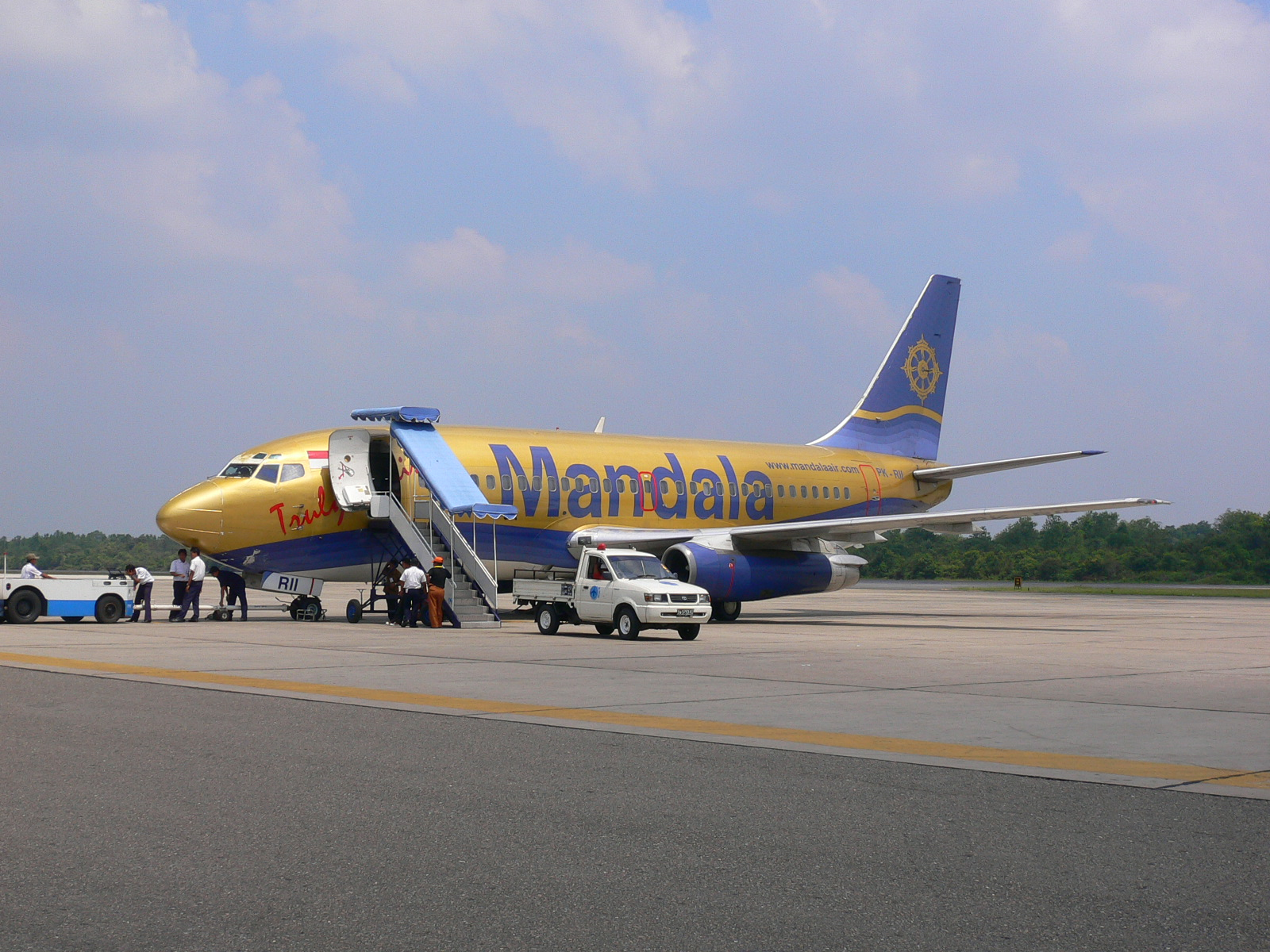
Die B737-200 der Mandala Airlines auf dem Flughafengelände

i7
i11
i13
Der internationale Flughafen Sultan Syarif Kasim II (indonesisch Bandara Internasional Sultan Syarif Kasim II, IATA-Code: PKU, ICAO-Code: WIBB) ist der Flughafen von Pekanbaru, der Hauptstadt der Provinz Riau auf der indonesischen Insel Sumatra.
Ziele sind Kuala Lumpur und Malakka in Malaysia, Singapur sowie Jakarta auf Java, Medan auf Sumatra und Batam auf den Riau-Inseln.
Der Flughafen wird auch militärisch genutzt, das 12. Geschwader der Luftwaffe der Tentara Nasional Indonesia (TNI) ist hier mit BAE-Hawk-Kampfflugzeugen (Mk. 109 und Mk. 209) und Sikorsky H-34-Hubschraubern stationiert.
Der Flughafen hieß früher Simpang Tiga. Der heutige Name bezieht sich auf Sultan Syarif Kasim II aus Riau aus der Zeit vor der Unabhängigkeit Indonesiens. Es ist geplant, den Flughafen weiter außerhalb der Stadt zu verlegen.